# سيماي
سيماي (بالكازاخية: Семей)، هي مدينة كازاخية تقع في الأوبليس الشرقي.كان تسمى سيميبالاتينسك حتى عام 1994. وقدر عدد السكان 312075 نسمة في 2014.

## جغرافيا

### الموقع الجغرافي
نمت المدينة في مكان التقاء نهري أولبا وإيرتيش، وهي رافد رئيسي لنهر أوبي. تقع سيماي في الأوبليس الشرقي وتبعد حوالي 530 كم عن الحدود مع روسيا-الصين-كازاخستان. وتبعد كذلك 240 كم المسافة عن أوسكمان.

### المناخ
مناخ سيماي هو مناخ قاري (نطاقات قوية في درجات الحرارة الموسمية) وجافة. يتوزع هطول الأمطار بشكل متساو إلى حد ما على مدار السنة، يوليو هو الشهر الأكثر هطولا للأمطار، ولكن مجموع الأمطار السنوية منخفضة (268 ملم / سنة). الثلوج تغطي الأرض بمتوسط 132 يوما في السنة من منتصف نوفمبر إلى أواخر مارس. عمق الثلج يمكن أن تصل إلى 126 سم في نهاية فصل الشتاء.
- أبرد درجة حرارة مسجلة: °C -48.6 (نوفمبر 1910)
- أعلى درجة حرارة مسجلة: 42.5 درجة مئوية (أغسطس 2002)
- متوسط عدد الأيام مع الثلج في العام: 86
- متوسط عدد أيام المطر في السنة: 86
- متوسط عدد الأيام مع عواصف رعدية في العام: 22
- متوسط عدد الأيام مع عاصفة ثلجية في العام: 12

| البيانات المناخية لـسيماي             | البيانات المناخية لـسيماي | البيانات المناخية لـسيماي | البيانات المناخية لـسيماي | البيانات المناخية لـسيماي | البيانات المناخية لـسيماي | البيانات المناخية لـسيماي | البيانات المناخية لـسيماي | البيانات المناخية لـسيماي | البيانات المناخية لـسيماي | البيانات المناخية لـسيماي | البيانات المناخية لـسيماي | البيانات المناخية لـسيماي | البيانات المناخية لـسيماي |
| الشهر                                 | يناير                     | فبراير                    | مارس                      | أبريل                     | مايو                      | يونيو                     | يوليو                     | أغسطس                     | سبتمبر                    | أكتوبر                    | نوفمبر                    | ديسمبر                    | المعدل السنوي             |
| ------------------------------------- | ------------------------- | ------------------------- | ------------------------- | ------------------------- | ------------------------- | ------------------------- | ------------------------- | ------------------------- | ------------------------- | ------------------------- | ------------------------- | ------------------------- | ------------------------- |
| الدرجة القصوى °م (°ف)                 | 5.3 (41.5)                | 6.8 (44.2)                | 24.4 (75.9)               | 33.0 (91.4)               | 37.6 (99.7)               | 39.5 (103.1)              | 42.1 (107.8)              | 42.5 (108.5)              | 38.2 (100.8)              | 29.5 (85.1)               | 19.5 (67.1)               | 7.6 (45.7)                | 42.5 (108.5)              |
| متوسط درجة الحرارة الكبرى °م (°ف)     | −9.4 (15.1)               | −7.6 (18.3)               | −0.3 (31.5)               | 13.4 (56.1)               | 22.1 (71.8)               | 27.1 (80.8)               | 28.6 (83.5)               | 27.0 (80.6)               | 20.6 (69.1)               | 12.0 (53.6)               | 0.6 (33.1)                | −6.7 (19.9)               | 10.6 (51.1)               |
| المتوسط اليومي °م (°ف)                | −14.2 (6.4)               | −13.3 (8.1)               | −5.8 (21.6)               | 6.6 (43.9)                | 14.8 (58.6)               | 20.1 (68.2)               | 21.7 (71.1)               | 19.5 (67.1)               | 12.7 (54.9)               | 5.2 (41.4)                | −4.3 (24.3)               | −11.1 (12.0)              | 4.3 (39.8)                |
| متوسط درجة الحرارة الصغرى °م (°ف)     | −19.2 (−2.6)              | −18.8 (−1.8)              | −10.9 (12.4)              | 0.3 (32.5)                | 7.2 (45.0)                | 12.6 (54.7)               | 14.9 (58.8)               | 12.0 (53.6)               | 5.3 (41.5)                | −0.3 (31.5)               | −8.5 (16.7)               | −15.7 (3.7)               | −1.8 (28.8)               |
| أدنى درجة حرارة °م (°ف)               | −46.8 (−52.2)             | −45.3 (−49.5)             | −39.1 (−38.4)             | −26.1 (−15.0)             | −9.9 (14.2)               | −1.0 (30.2)               | 4.3 (39.7)                | −0.7 (30.7)               | −8.2 (17.2)               | −20.8 (−5.4)              | −48.6 (−55.5)             | −45.8 (−50.4)             | −48.6 (−55.5)             |
| الهطول مم (إنش)                       | 15 (0.6)                  | 15 (0.6)                  | 16 (0.6)                  | 16 (0.6)                  | 28 (1.1)                  | 29 (1.1)                  | 50 (2.0)                  | 22 (0.9)                  | 15 (0.6)                  | 21 (0.8)                  | 26 (1.0)                  | 22 (0.9)                  | 275 (10.8)                |
| متوسط الأيام الممطرة                  | 0.5                       | 1                         | 4                         | 9                         | 12                        | 12                        | 15                        | 12                        | 10                        | 12                        | 6                         | 1                         | 94.5                      |
| متوسط الأيام المثلجة                  | 17                        | 16                        | 12                        | 2                         | 0.2                       | 0                         | 0                         | 0                         | 0                         | 2                         | 11                        | 18                        | 78.2                      |
| متوسط الرطوبة النسبية (%)             | 75                        | 75                        | 76                        | 59                        | 53                        | 53                        | 60                        | 59                        | 60                        | 67                        | 74                        | 75                        | 66                        |
| ساعات سطوع الشمس الشهرية              | 108                       | 139                       | 199                       | 243                       | 303                       | 335                       | 342                       | 307                       | 242                       | 144                       | 111                       | 94                        | 2٬567                     |
| المصدر #1: pogoda.ru.net              |                           |                           |                           |                           |                           |                           |                           |                           |                           |                           |                           |                           |                           |
| المصدر #2: NOAA (sun only, 1961–1990) |                           |                           |                           |                           |                           |                           |                           |                           |                           |                           |                           |                           |                           |

## السكان
شهدت سيميبالاتينسك نموا مطردا في عدد السكان القرن العشرين حتى انهيار الاتحاد السوفياتي. ثم يناقص سكانها بشكل حاد في التسعينات، ولكن عاد عدد السكان ليرتفع في السنوات الأولى من القرن الحادي والعشرين.
| 1959*  | 1970*  | 1979*  | 1989*  | 1999*  | 2009*  | 2012*  |
| ------ | ------ | ------ | ------ | ------ | ------ | ------ |
| 156110 | 235735 | 282574 | 334402 | 269574 | 299264 | 305795 |

### التركيبة العرقية
| العرق     | العدد   | النسبة  |
| --------- | ------- | ------- |
| كازاخ     | 200٬386 | 63,23%  |
| روس       | 94٬868  | 29,93%  |
| تتار      | 11٬645  | 3,67%   |
| ألمان     | 3٬136   | 0,99%   |
| أوكرانيون | 2٬425   | 0,77%   |
| بيلاروس   | 675     | 0,21%   |
| أويغور    | 467     | 0,15%   |
| كوريون    | 392     | 0,12%   |
| أوزبك     | 358     | 0,11%   |
| أخرى      | 2٬587   | 0,82%   |
| الإجمالي  | 216٬939 | 100,00% |

## صور

الساحة المركزية.
مسجد.
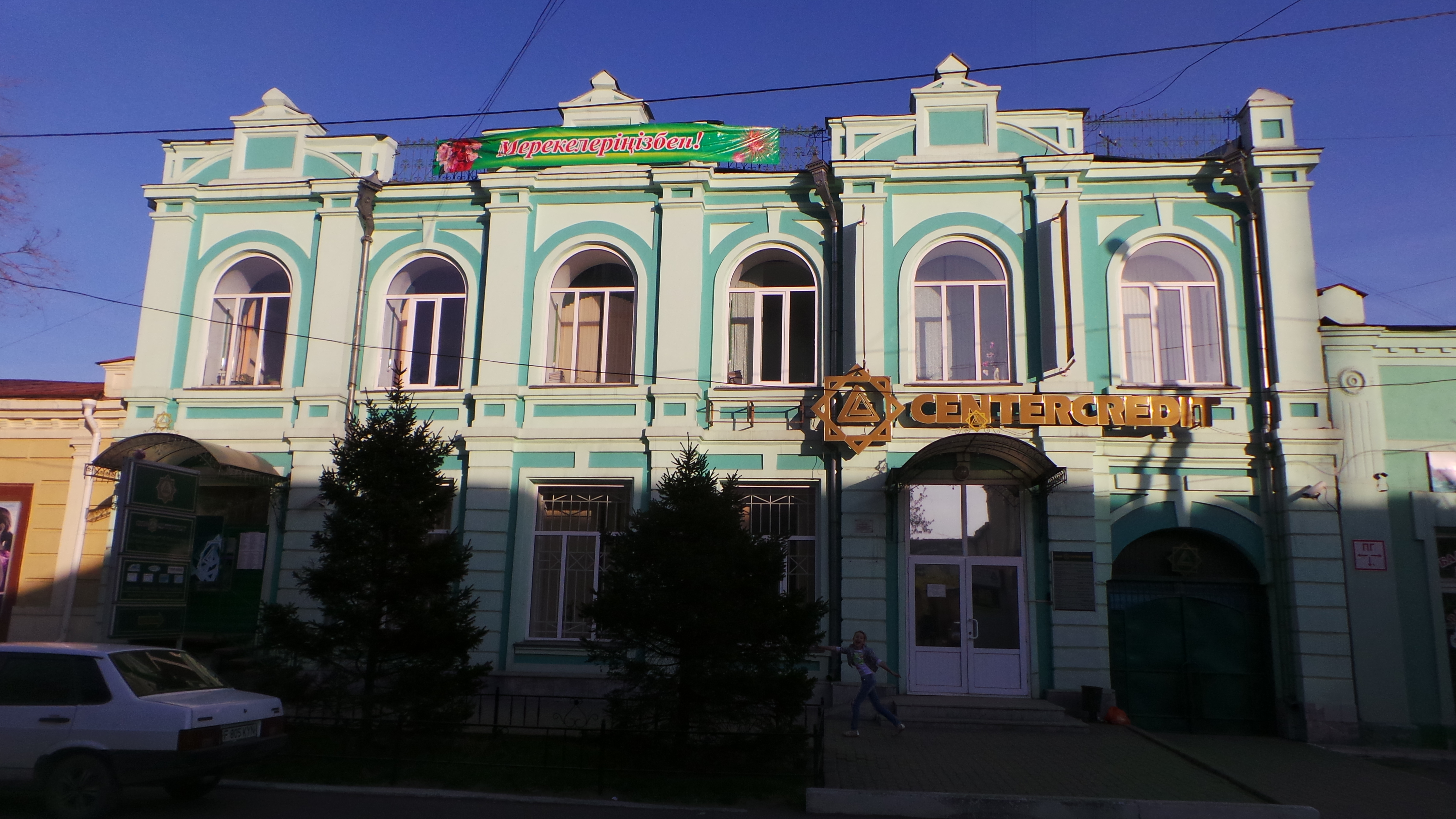
المكتبة القديمة.
جسر.
متحف أباي للأدب.
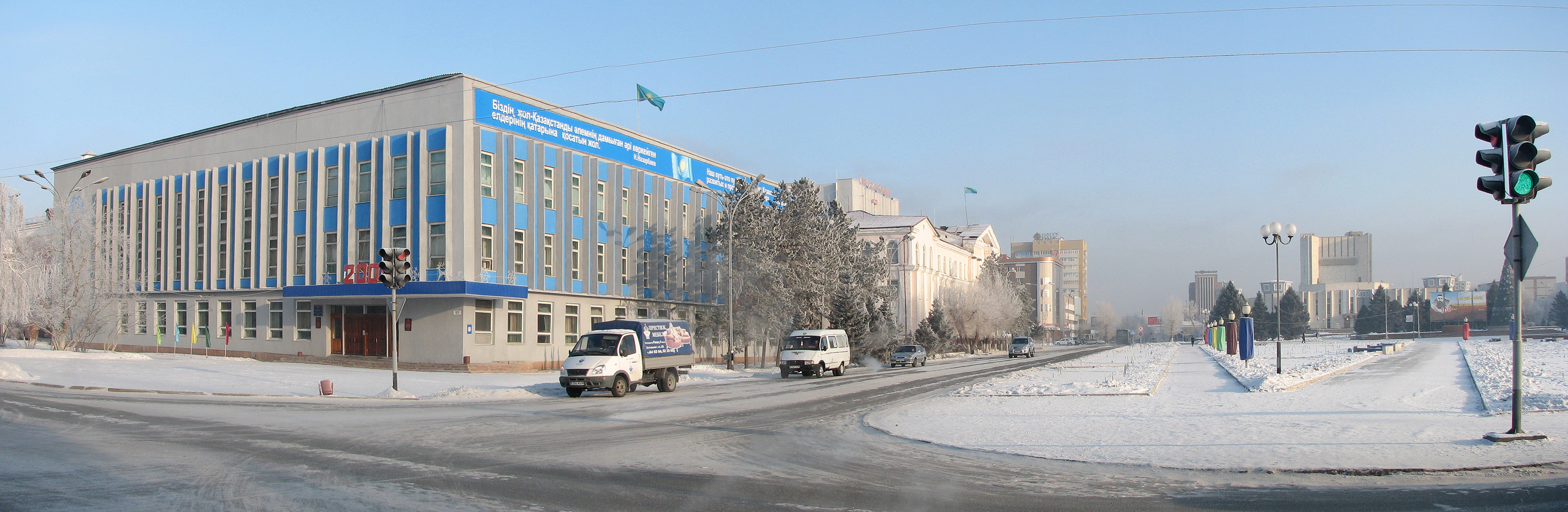
مكتبة أباي.
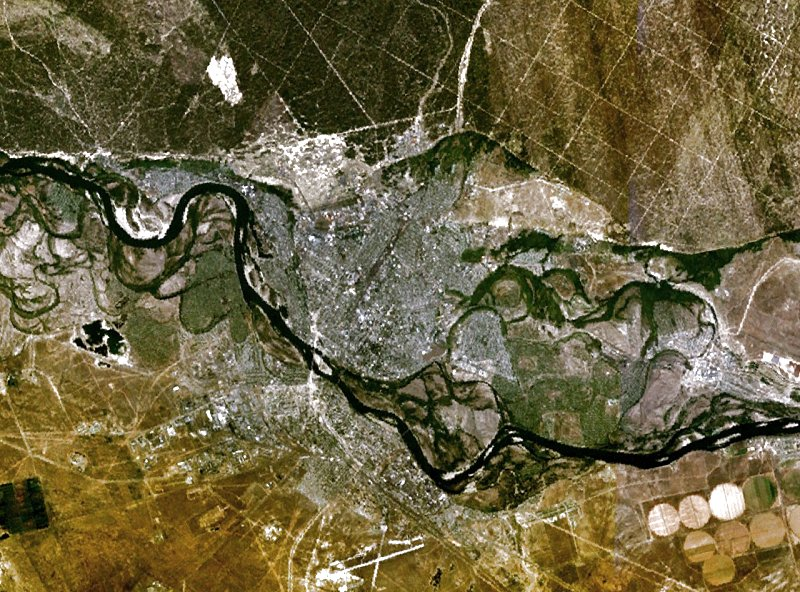
ِصورة ساتيلية للمدينة
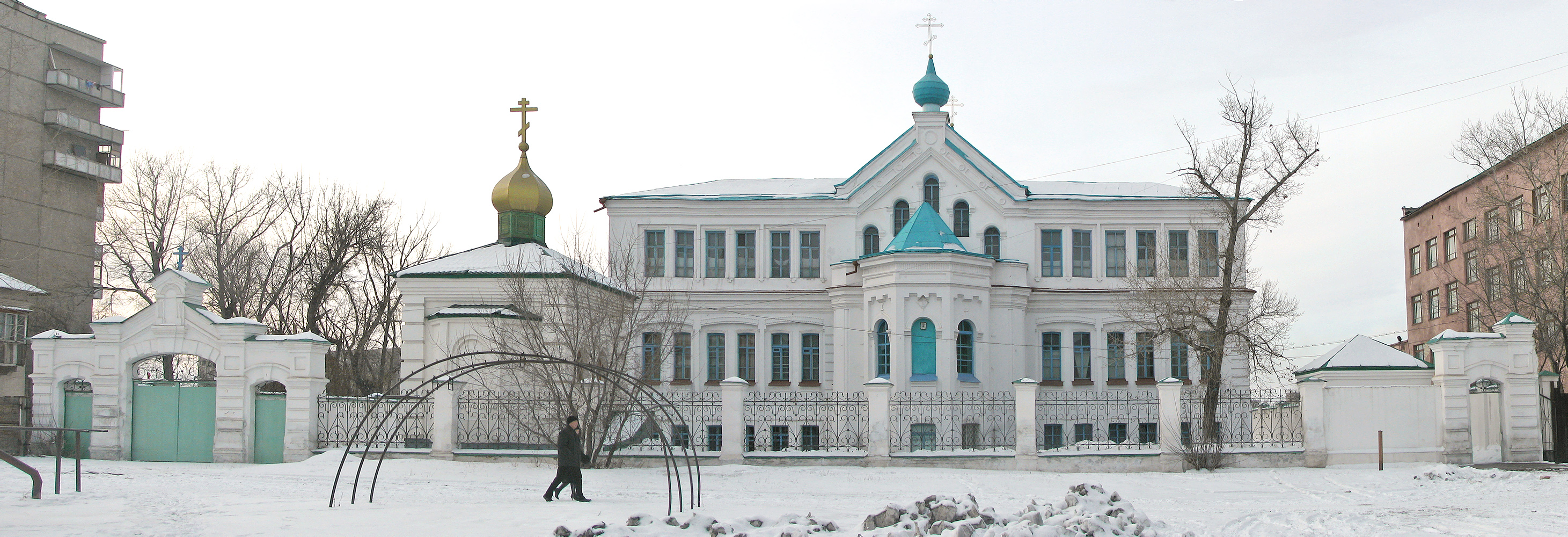
دير سيماي.